# Melania Ridge
Melania Ridge ist ein markanter Gebirgskamm aus Basaltgestein auf Black Island im antarktischen Ross-Archipel. Er erstreckt sich über eine Länge von 5 km vom Mount Melania in südöstlicher Richtung.
Das Advisory Committee on Antarctic Names benannte ihn 1999 in Anlehnung an die Benennung des gleichnamigen Bergs. Diese leitet sich vom griechischen μέλας (transkribiert mélas für „schwarz“) ab und stellt damit den Bezug zu Black Island her.